# Mijoporum
Mijoporum (lat. Myoporum), biljni rod iz porodice strupnikovki smješten u tribus Myoporeae, dio potporodice Myoporoideae. Sastoji se od 36 vrsta grmova i drveća, uglavnom po Pacifiku i Australiji.

## Opis
To su Grmovi ili drveće, golih, rjeđe dlakavih, smolastih vegetativnih dijelova. Listovi jednostavni, naizmjenični ili rijetko nasuprotni, rubovi cjeloviti ili nazubljeni, sjedeći, ali se često sužavaju prema dnu peteljke. Cvjetovi 1-12 u pazušcima, ± aktinomorfni. Čašični listovi slobodni ili srasli blizu baze, ± jednaki. Vjenčić bijel ili ponekad ružičast, pjegav ili nepjegav; režnjevi pravilno raspoređeni. Prašnika obično 4, prašnici bubrežasti. Ovarij 2- ili 4-lokularan, rijetko više; 1 jajna stanica po lokulu. Plod koštunjast, sočan ili rijetko suh i bočno stisnut.

## Rasprostranjenost
Svijet: c. 36 vrsta, Jugoistočna Azija do Australije, Pacifik, Mauricijus. Australija: c. 17 vrsta (16 endemskih vrsta).
Određeni broj se uzgaja kao ukrasno bilje, posebice M. parvifolium, M. floribundum i M. bateae, ili kao biljke za zaštitu od vjetra ili živice, M. insulare. Za neke se zna da su otrovne za stoku, uključujući M. insulare i novozelandsku vr stu M. laetum Forster f. koje se ponekad uzgaja kao vjetrobran ili stablo za zaklon.

## Vrste
1. Myoporum acuminatum R. Br.
2. Myoporum bateae F. Muell.
3. Myoporum betcheanum L. S. Sm.
4. Myoporum boninense Koidz.
5. Myoporum bontioides (Siebold & Zucc.) A. Gray
6. Myoporum brevipes Benth.
7. Myoporum caprarioides Benth.
8. Myoporum cordifolium (F. Muell.) Druce
9. Myoporum crassifolium G. Forst.
10. Myoporum cuneifolium Kraenzl.
11. Myoporum floribundum A. Cunn. ex Benth.
12. Myoporum insulare R. Br.
13. Myoporum laetum G. Forst.
14. Myoporum mauritianum A. DC.
15. Myoporum montanum R. Br.
16. Myoporum niueanum H. St. John
17. Myoporum obscurum Endl.
18. Myoporum oppositifolium R. Br.
19. Myoporum papuanum Kraenzl.
20. Myoporum parvifolium R. Br.
21. Myoporum petiolatum Chinnock
22. Myoporum platycarpum R. Br.
23. Myoporum rapense F. Br.
24. Myoporum rimatarense F. Br.
25. Myoporum rotundatum S. Moore
26. Myoporum sandwicense (A. DC.) A. Gray
27. Myoporum semotum Heenan & de Lange
28. Myoporum stellatum (G. L. Webster) O. Deg. & I. Deg.
29. Myoporum stokesii F. Br.
30. Myoporum tenuifolium G. Forst.
31. Myoporum tetrandrum (Labill.) Domin
32. Myoporum tubiflorum Kraenzl.
33. Myoporum turbinatum Chinnock
34. Myoporum velutinum Chinnock
35. Myoporum viscosum R. Br.
36. Myoporum wilderi Skottsb.

## Sinonimi
- Ackermannia Tratt.; Freye Auswahl Pflanzenabbild.: no. 286 (1816)
- Andreusia Vent.; Jard. Malm. 108. t. 108 (1804)
- Bertolonia Spinola; Cat. Jard. St. Sebast.: 24 (1809), nom. illeg.
- Disoon A.DC.; Prodr. [A. DC.] 11: 703 (1847)
- Pentacoelium Siebold & Zucc.; Abh. Math.-Phys. Cl. Königl. Bayer. Akad. Wiss. 4(3): 151 (1846)
- Pogonia Andrews; Bot. Rep. t. 212 (1801)
- Polycoelium A.DC.; Prodr. [A. DC.] 11: 705 (1847)